# Козьян
Козьян — деревня Дубровенской волости Порховского района Псковской области, одно из древних поселений Новгородской республики, упоминаемое в новгородских писцовых книгах с конца XV века, как минимум.

## Происхождение названия
До конца XVIII в. деревня именовалась "Батинским Заречьем". С января 1789 г. впервые упоминается в исповедных росписях под названием "Козьян". Согласно местному преданию, деревня получила своё новое название в честь одного из городов (населённых пунктов) в Турции. По другой версии название происходит от Козьего камня (деревня "Козий камень" фигурирует на одной из старинных крат как раз на месте расположения нынешнего Козьяна).

## В XVIII в.
Во второй половине XVIII в. Козьян и окрестные деревни принадлежал помещику генерал-поручику Евдокиму Алексеевичу Щербинину (1728—1783), а после его смерти, "по полюбовному разделу" между его наследниками перешёл в 1784 г. во владение его дочери, Екатерины Евдокимовны (в замужестве Бибиковой). Вместе с Козьяном к Е.В. Щербининой (Бибиковой) отошли сельцо Злятино и деревни Шилиха, Поддубье, Батино, Борзильцово, Носково, Пустынки, Замошки, Кляпово, Багровка, Сивцово, Болотня, Заходово, Березню, Убошино, Залужье.
В 1796 г. Козьян, вместе с другими бывш. владениями   в Порховском округе Псковского наместничества ген.-поручика Щербинина и его потомков перешел во владение генерал-поручика и кавалера Петра Васильевича Лопухина (1753-1827).
С 1796 по 1861 гг. Козьян принадлежал светлейшим князьям Лопухиным (их род угас в конце XIX в., не оставив мужского потомства). Последним владельцем Козьяна был сын светлейшего князя П.В. Лопухина, Павел Петрович Лопухин (1788-1873)- генерал-лейтенант, герой Отечественной войны 1812 года, декабрист.

## Владельцы д. Козьян в XVIII-XIX вв.
- ?  - 1783 - Щербинин, Евдоким Алексеевич, генерал-аншеф,
- 1784 - 1796 - Щербинина (Бибикова) Екатерина Евдокимовна, дочь генерал-аншефа,
- 1796 - 1827 - Лопухин, Петр Васильевич, светлейший князь,
- 1827 - 1861 - Лопухин, Павел Петрович, светлейший князь.

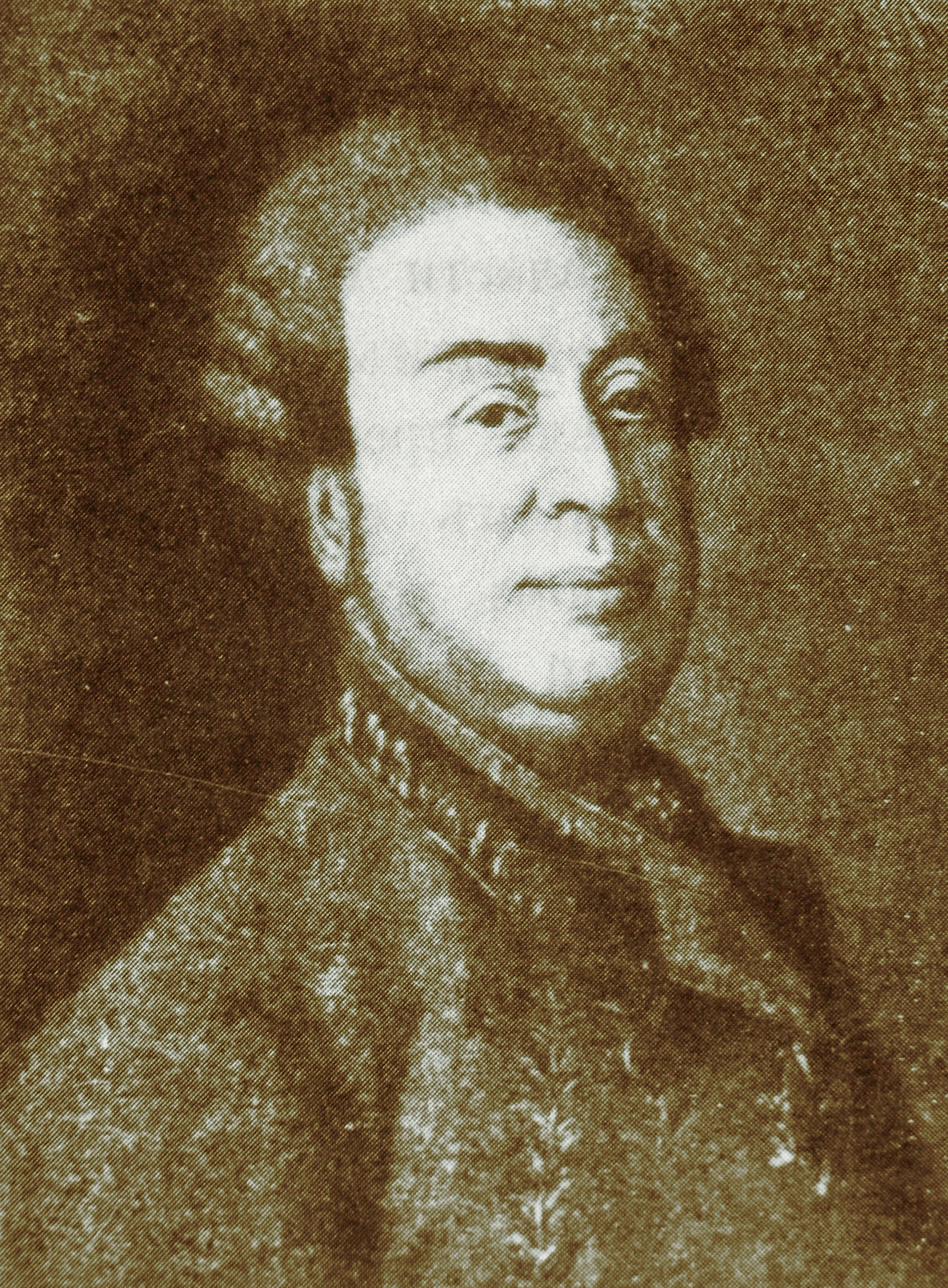
Генерал-аншеф Е.А. Щербинин (1728—1783)
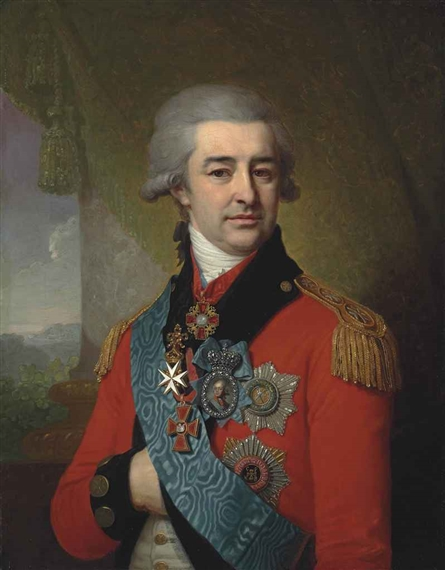
Светлейший князь П.В. Лопухин (1753-1827)
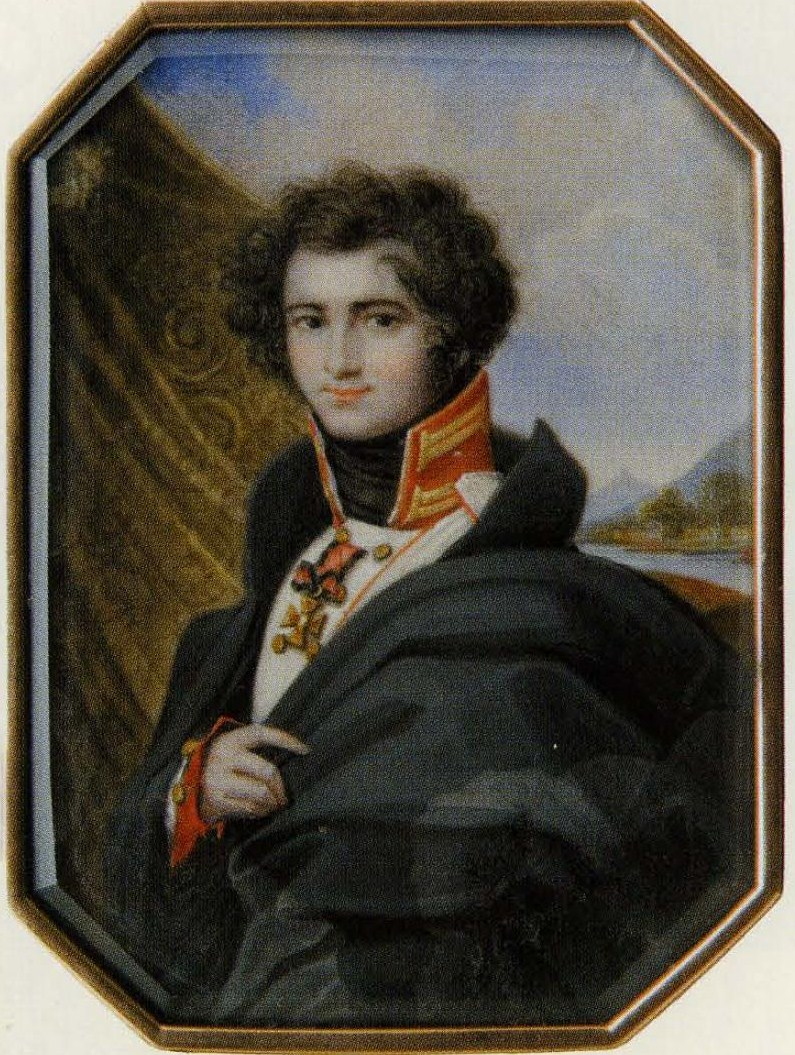
Светлейший князь П.П. Лопухин (1788-1873)

## После 1861 года
После отмены крепостного права в России Императором Александром II в 1861 г., было образовано Козьянское сельское общество (упоминается в материалах ГАПО), но, по всей видимости, оно просуществовало недолго. Вскоре деревня вошла в состав Батинского сельского общества, объединившего деревни: Батино, Борзилец, Гнилки, Губышино, Злятино, Козьян, Поддубье. В XIX в. все эти деревни входили в состав Богородицкой волости Порховского уезда Псковской губернии. Население занималось сельским хозяйством и частично отхожим промыслом в г. Санкт-Петербурге.
В 1896 г. в К. насчитывалось: дворов - 23, мужчин - 75, женщин - 74, всего населения - 149 человек.

## Гражданская война 1919-1920 гг.
В 1919 г., во время наступления Северного корпуса ген. Родзянко на Петроград, в районе деревни велись бои между частями Красной и Белой армий. На некоторое время была свобождена от большевиков Белыми, часть местного мужского населения мобилизована в Белую Армию.

## Раскулачивание 1929-1930 гг.
В годы советской власти в деревне проводилось раскулачивание.

## Во 2-й Мировой войне
С июля 1941 г. - на оккупированной немецкими войсками территории. В конце февраля 1944 г., при отступлении немецких войск с территории Псковской области, деревня сожжена русскими полицаями из д. Вязки, уцелело 10 % домов дореволюционной постройки. 25 февраля 1944 г. освобождена частями 65-й стрелковой дивизии. После февраля 1944 г. отстроена заново на прежнем месте. 
Многие жители К. приняли участие в войне в рядах Советской Армии или партизанского движения на Псковщине.

## Послевоенный период
После освобождения от немецкой оккупации, в д. Козьян была образована сельскохозяйственная артель /колхоз/ "Путь Ленина" Хохлогорского сельского Совета Павского района Псковской области, действовавшая с 15 мая 1944 по 1950-е гг.

## Число дворов и жителей
| Год      | Дворов | Мужчин | Женщин | Всего жителей |
| -------- | ------ | ------ | ------ | ------------- |
| 1820 год | 10     | 42     | 36     | 78            |
| 1859 год | 12     | 45     | 96     | 141           |
| 1910 год | 19     | 75     | 80     | 155           |

## Приходская церковь
Церковь иконы Грудзинской Божьей Матери в с. Хохловы Горки (с.Богородицкое) Дубровинской волости (построена в 1760 г. тщанием полковника Скобельцина, заново отстроена в 1895 г.; единственная сохранившаяся деревянная церковь дореволюционной постройки в Порховском р-не). Престольный праздник - Преображение Господне (Яблочный Спас) - 19 августа (6 августа по ст. ст.) До второй половины XVIII в. д. Козьян входила в состав Дубровенского погоста, приходским храмом являлась церковь Рождества Пресвятой Богородицы (с. Дубровно).

## Окрестные деревни
Борзилец (2 км), Губышино (4 км), Злятино (4 км), Батино (5 км), Шилы (5 км), Поддубье (7 км), Смена (7 км), Коломенка (7 км), Сивково (8 км), Боркино (8 км), Гнилки (1 км), Заречье (Дубровенская с. администрация) (9 км), Воробино (11 км), Вязье (11 км), Вязки (11 км)